# Kevin Kolb
Kevin Benjamin Kolb (født 24. august 1984 i Victoria, Texas, USA) er en amerikansk footballspiller (quarterback), der pt. er free agent. Han har tidligere spillet i NFL for Philadelphia Eagles, Arizona Cardinals og Buffalo Bills.

## Klubber
- Philadelphia Eagles (2007–2010)
- Arizona Cardinals (2011–2012)
- Buffalo Bills (2013)